# Qatar Tribune
Qatar Tribune ist eine in Doha, Katar, herausgegebene englischsprachige Zeitung mit lokaler und internationaler Berichterstattung. Sie wurde im September 2006 gegründet. Das Motto der Zeitung lautet „First with the News and What’s Behind it“. Qatar Tribune wird vom Qatar Information and Marketing (QIM) herausgegeben, ebenso wie die arabischsprachige Schwesterzeitung Al-Watan. Qatar Tribune hat auch eine Online-Version.
Die Zeitung ist in fünf Abschnitte unterteilt: Main (mit den neuesten lokalen und internationalen Ereignissen), Nation, Business, Sport und eine Rubrik mit dem Titel „Chillout“.